# SOHO 차이나

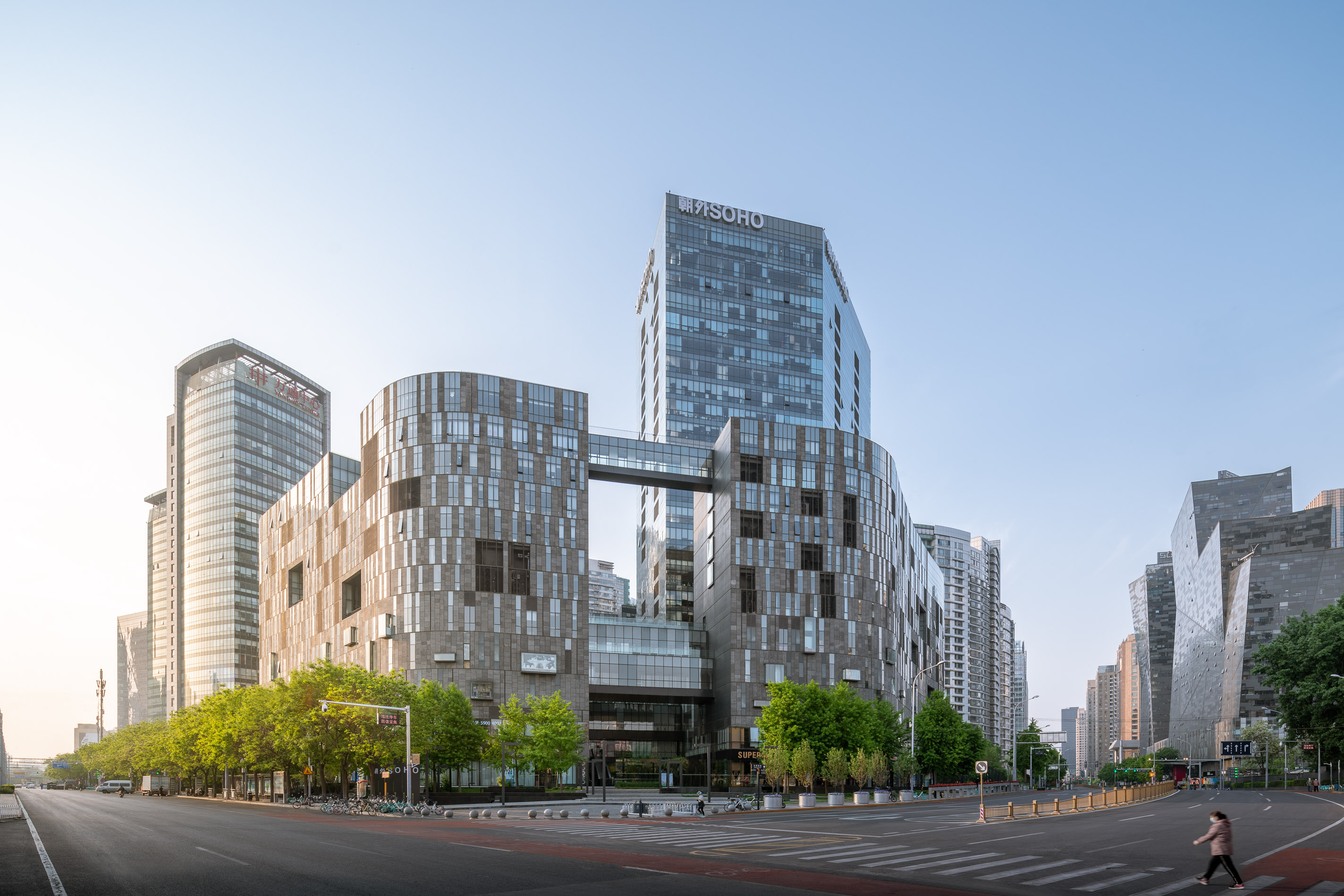
Chaowai SOHO in Chaoyang District, Beijing has the head office of SOHO China

SOHO 차이나는 1995년에 설립된 중화인민공화국에서 가장 큰 프라임 오피스 부동산 개발 기업이다. 설립자는 판스이(潘石屹).
SOHO 차이나는 베이징시와 상하이시의 중앙 상업구에 초점을 맞추고 있다. SOHO 차이나의 발전에 큰 역할을 한 것은, 회사와의 협력으로 국제적으로 인정받는 건축가가 설계한 현대적이고 상징적인 건물이다. 프리츠커상을 수상한 자하 하디드와 구마 겐고가 유명하다.
SOHO 차이나는 베이징시에 총 18개의 건물을 소유하고 있다. 2009년부터 총 11개 건물의 인수 및 개발을 통해 상하이 시에서 그 입지를 확대했다.

## 같이 보기
- 왕징 SOHO
- 갤럭시 SOHO